# 巫白慧
巫白慧（1919年9月9日—2014年10月2日），男，祖籍广东惠州，生于香港，中国印度哲学研究专家。巫白慧专长梵语文学，因明学和印度哲学，为印度哲学研究和中印文化交流做出了突出贡献。曾任中国社会科学院哲学研究所研究员、博士生导师，中国社会科学院学部委员。

## 生平
2014年10月2日在北京病逝

## 著作
主要著作有《圣教论》、《奥义书哲学与佛教》、《印度哲学》及《〈梨俱吠陀〉神曲选》等。

## 奖项和荣誉
1984年荣获印度国际大学颁发的名誉文学博士学位及最高荣誉教授称号。1985年荣获“印度总统奖”。

## 评价
“巫白慧从正理因明的沿革出发，认真探究了新因明的核心理论因三相。通过对《因明入正理论》梵本与汉译的对比研究，巫先生明确指出，玄奘所翻译的因三相，完全符合原著意旨，契合因明原理，既准确又具有科学的创造性，从而澄清了学术界长期以来在因明理论上和文义上对玄奘译文的怀疑和误解”。